# Pol Roigé
Pol Roigé Rodríguez (ur. 28 stycznia 1994 w Barcelonie) – hiszpański piłkarz występujący na pozycji pomocnika w RCD Mallorca.